# Coupe Acropolis
Ne doit pas être confondu avec Tournoi Acropolis.
La Coupe Acropolis est une compétition annuelle de la coupe du monde d'escrime se déroulant dans le complexe olympique de la ville d'Athènes, en Grèce. Elle se dispute au sabre.
La Française Sara Balzer est la tenante du titre.

## Historique
Athènes dispose d'un fort historique en termes de compétitions internationales d'escrime, ayant organisé des tournois internationaux dès les Jeux olympiques de 1896. Avec la création de la coupe du monde d'escrime, elle se place donc parmi les grandes villes candidates à l'organisation d'épreuves comptant pour le classement mondial. Dans les années 1990, elle organise déjà un tournoi de fleuret féminin et se diversifie avec l'inauguration de la Coupe Akropolis, qui se joue au sabre. 
Tout comme l'usage du sabre, la compétition est restée, jusque dans les années 2000, uniquement masculine avant de devenir féminine en 2015. Elle s'est tenue annuellement, sans interruption depuis 2006 et jusqu'en 2010, faisait partie des Grands Prix de la Fédération internationale d'escrime. Avec trois victoires chacun, Stanislav Pozdniakov et Áron Szilágyi sont les deux tireurs les plus titrés. 

## Palmarès
| Éd.  | Vainqueurs           | Vainqueurs  | Vainqueurs           | Vainqueurs  |
| Éd.  | Messieurs            | Messieurs   | Dames                | Dames       |
| Éd.  | Individuel           | Par équipes | Individuel           | Par équipes |
| ---- | -------------------- | ----------- | -------------------- | ----------- |
| 2024 | Non disputé          | Non disputé | Sara Balzer          | France      |
| 2023 | Non disputé          | Non disputé | Sugár Katinka Battai | France      |
| 2022 | Non disputé          | Non disputé | Anna Bashta          | Italie      |
| 2020 | Non disputé          | Non disputé | Mariel Zagunis       | Russie      |
| 2019 | Non disputé          | Non disputé | Sofia Pozdniakova    | France      |
| 2018 | Non disputé          | Non disputé | Bianca Pascu         | Italie      |
| 2017 | Non disputé          | Non disputé | Anna Márton          | Russie      |
| 2016 | Non disputé          | Non disputé | Mariel Zagunis       | Ukraine     |
| 2015 | Non disputé          | Non disputé | Olha Kharlan         | Ukraine     |
| 2014 | Áron Szilágyi        | Allemagne   | Non disputé          | Non disputé |
| 2013 | Áron Szilágyi        | Allemagne   | Non disputé          | Non disputé |
| 2012 | Benedikt Beisheim    | Russie      | Non disputé          | Non disputé |
| 2011 | Áron Szilágyi        | Italie      | Non disputé          | Non disputé |
| 2010 | Benedikt Beisheim    | Non disputé | Non disputé          | Non disputé |
| 2009 | Aldo Montano         | Non disputé | Non disputé          | Non disputé |
| 2008 | Nicolas Limbach      | France      | Non disputé          | Non disputé |
| 2007 | Mihai Covaliu        | Hongrie     | Non disputé          | Non disputé |
| 2006 | Nicolas Limbach      | Non disputé | Non disputé          | Non disputé |
| 2004 | Balázs Lengyel       | Non disputé | Non disputé          | Non disputé |
| 2003 | Stanislav Pozdniakov | Non disputé | Non disputé          | Non disputé |
| 2002 | Stanislav Pozdniakov | Non disputé | Non disputé          | Non disputé |
| 2001 | Sergey Sharikov      | Non disputé | Non disputé          | Non disputé |
| 2000 |                      | Non disputé | Non disputé          | Non disputé |
| 1999 | Stanislav Pozdniakov | Non disputé | Non disputé          | Non disputé |
| 1997 | Damien Touya         | Non disputé | Non disputé          | Non disputé |
| 1996 | Rafal Sznajder       | Non disputé | Non disputé          | Non disputé |
| 1994 | Grigori Kirienko     | Non disputé | Non disputé          | Non disputé |
| 1993 | Csaba Köves          | Non disputé | Non disputé          | Non disputé |